# 萬達利亞鎮區 (伊利諾伊州費耶特縣)
萬達利亞鎮區（英語：Vandalia Township）是位於美國伊利諾伊州費耶特縣的一個行政鎮區。

## 地方資料
根據2010年美國人口普查的數據，萬達利亞鎮區的面積為91.60平方千米，當中陸地面積為90.90平方千米，而水域面積為0.70平方千米。當地共有人口6487人，而人口密度為每平方千米70.82人。